# Orville Gilbert Brim
Orville Gilbert Brim auch in den Schreibvarianten Orville G. Brim, O. G. Brim (* 18. August 1883 in Latchie, Wood County, Ohio; † 24. Mai 1987 in Tucson, Pima County, Arizona) war ein US-amerikanischer Pädagoge und Hochschullehrer.

## Leben

### Familie und Ausbildung
Der in Latchie, einer kleinen südwestlich von Toledo gelegenen Gemeinde, aufgewachsene Orville Gilbert Brim, viertes von fünf Kindern des Gilbert Birchall Brim (1853–1910) und dessen Ehefrau Elizabeth Amelia geborene Hahn (1853–1929),  wandte sich nach seinem Pflichtschulabschluss dem Studium der Pädagogik an der Tri-State University in Angola im Bundesstaat Indiana, anschließend an der Valparaiso University zu, dort erhielt er 1907 seinen Bachelor of Science. Nach zwei Studiensemestern an der Harvard University, komplettierte Brim seine Ausbildung später am Teachers College der Columbia University, dort erwarb er 1911 den akademischen Grad eines Master of Arts, 1920 jenen eines Ph. D.
Der protestantisch getaufte Orville Gilbert Brim heiratete am 29. Juni 1913 Mary Helen geborene Whittier (1887–1975). Aus dieser Verbindung entstammten fünf Kinder, darunter der Soziologe und Pädagoge Orville Gilbert Brim Jr. Er starb im Mai 1987 wenige Monate vor Vollendung seines 104. Lebensjahres in Tucson.

### Beruflicher Werdegang
Nachdem Orville Gilbert vor seiner Studienzeit an der Valparaiso University zwei Jahre an einer One-room school in Indiana unterrichtet hatte, übernahm er im Anschluss die Direktorenstelle an der High School in Berne in Indiana, die er bis 1909 innehielt. Nach dem Studium an der Harvard University wurde er 1912 zum Leiter des Department of Education am Mississippi Normal College in Hattiesburg bestellt. 1915 wechselte er in gleicher Funktion an das Winthrop College nach Rock Hill im Bundesstaat South Carolina. Nach dem Eintritt der Vereinigten Staaten in den Ersten Weltkrieg, diente er im Auftrag der Y.M.C.A in Frankreich sowie Italien.
Nach seiner Rückkehr in die USA im Jahre 1919 nahm er das Angebot einer Professur für Rural Education an der Cornell University in Ithaca im Bundesstaat New York an. 1923 folgte er einem Ruf der Ohio State University auf eine Professur für Elementary Education, 1941 wurde er in den Ruhestand verabschiedet. Orville Gilbert Brim, überzeugter Anhänger der Demokratischen Partei, Mitglied der  National Rural Education Association (NREA), der National Society for the Study of Education und der Phi Delta Kappa, zählt zu den führenden Pionieren zum Themenkreis Rural Education, die insbesondere die ländliche Bildung und Lehrerausbildung beinhaltet.

## Schriften
- Educational progress and the parents, in: Rural school leaflet, no. 15., Govt. Print. Off., Washington, 1923
- Rural education : a critical study of the objectives and needs of the rural elementary schools, Thesis (Ph.D.)---Columbia University, 1920, in: Rural education series, The Macmillan Co., New York, 1923
- zusammen mit William C. Bagley, Mabel Carney: Rural school survey of New York state; The teaching personnel, New York, Ithaca, 1923
- zusammen mit Guy Montrose Whipple: The status of rural education : first report of the Society's Committee on Rural Education, in: Yearbook of the National Society for the Study of Education, 30th, pt. 1., Public School Pub. Co., Bloomington, Ill., 1931
- The foundations of progressive education, [Columbus] Elementary education club of Ohio State University, 1935
- An approach to a philosophy of education; a tentative report of the Committee on philosophy of education, appointed by the Progressive education association, September, 1938, 1939
- Scientific method, 19--